# 黑豹汽車

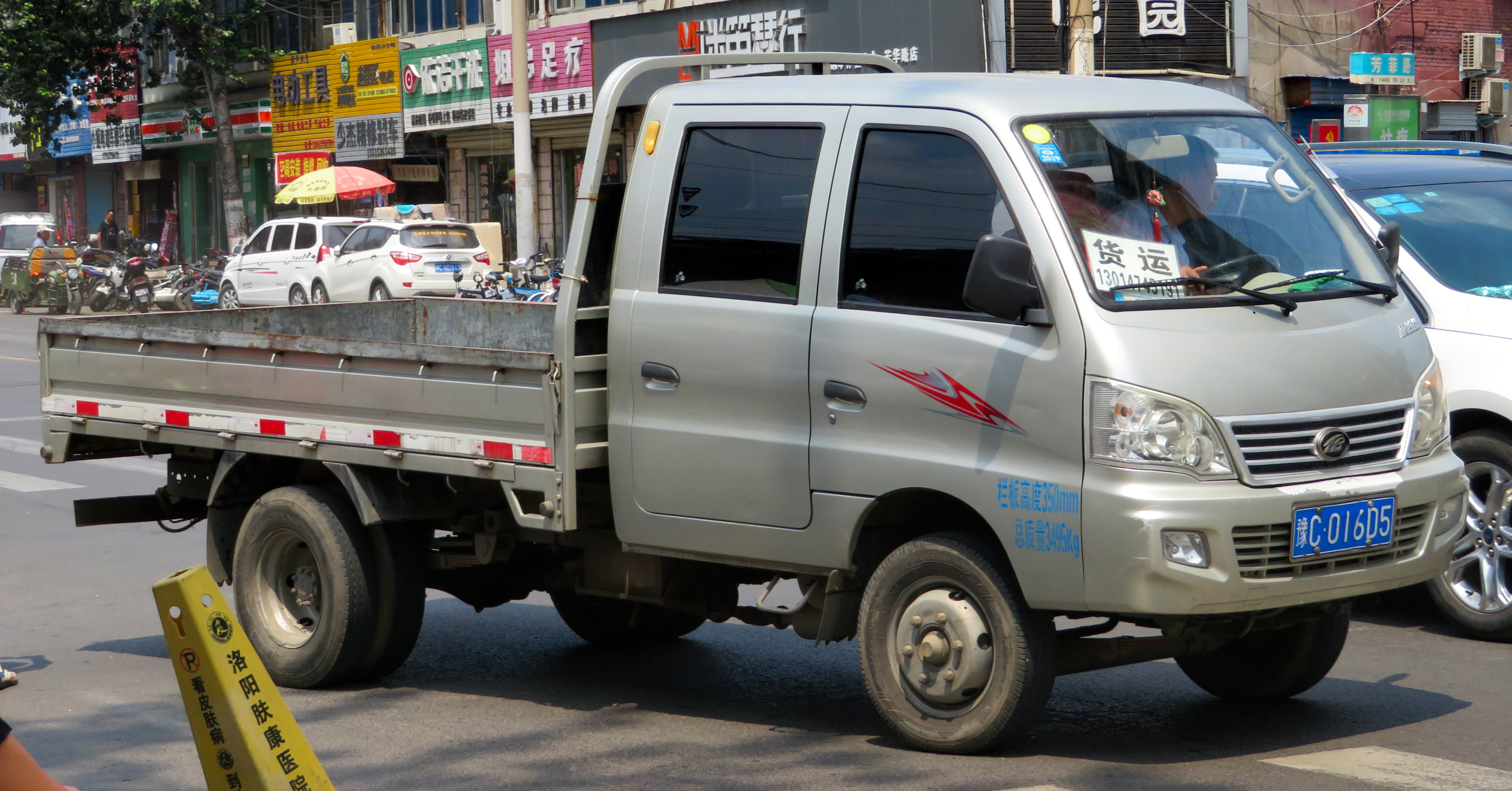
北汽黑豹H3双排（摄于2018年）

黑豹汽车（上交所：600760）是中國山東省威海市的一个汽車品牌。

## 历史
其前身为1980年2月成立的文登肉类机械厂（后更名为山东文登农用运输车厂）。1993年6月，由文登市农用运输车厂发起，以定向募集的方式设立山东黑豹股份有限公司（后根据股权组成调整而更名为东安黑豹股份有限公司），为上海證券交易所的上市公司。
2010年，东安黑豹收购了安徽开乐专用车辆股份有限公司、柳州乘龙专用车有限公司和上海航空特种车辆有限责任公司的部分或全部股权，成为金城集团有限公司的子公司，并更名为中航黑豹股份有限公司。2015年，北京汽车制造厂有限公司、中航黑豹股份有限公司和威海瑞海建设发展有限公司共同出资建立北汽黑豹（威海）汽车有限公司，黑豹汽车的生产厂由中航黑豹转为北汽黑豹。
2016年8月，中航黑豹重大资产重组项目启动，中航黑豹以现金方式向金城集团出售全部业务资产，并向航空工业、华融公司发行股份购买其合计持有的沈飞集团100%股权。2017年，中航黑豹更名为中航沈飞股份有限公司，航空工业沈阳飞机工业（集团）有限公司100%股权于同年注入中航沈飞。
2020年9月29日，北汽黑豹股权交割和债务重组签字仪式在南京举行，北汽黑豹成为文登国投的全资子公司；同年11月10日，山东重工集团启动对黑豹汽车的全面战略重组计划。

## 公司概要
- 位置：中國山東省威海市
- 產能：每年十萬輛
- 僱員：~3000人

## 產品
- EV 2002 （页面存档备份，存于）
- EV 2003 (LSV) （页面存档备份，存于） （在美國銷售）

## 外部連結
- 公司網址 (中文) （页面存档备份，存于）